# سيرد دانت
سيرد دانت (الويلزية لـ "موسيقى الوتر"، أو بنليون) هو فن الارتجال الصوتي على لحن معين في التقاليد الموسيقية الويلزية. إنها منافسة مهمة في استدفودو. المغني أو الجوقة (الصغيرة) تغني لحنًا مضادًا على لحن قيثارة.

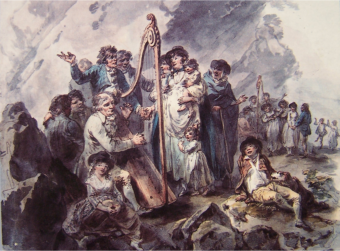
بينليون يغني بالقرب من كونوي (1792) ليوليوس قيصر إبيتسون

## التاريخ
سيرد دانت هو تقليد فريد لغناء الكلمات على لحن القيثارة. كان المغنون التقليديون الذين غنوا في منازل فخمة يميلون إلى الغناء بلغة ويلزية لديها قواعد صارمة بشأن العداد والقافية والتسارع. عادة ما يؤدي سيرد دانت مغني منفرد وعازف قيثارة. ومع ذلك، فإنها تؤدي أيضًا بواسطة جوقات وبعدة قيثارات. الشكل الشائع هو أن يكون لحن القيثارة مكتوبًا أو لحنًا معروفًا جيدًا، بينما يرتجل المطرب تناغمه أثناء غناء قصيدة.
عند الغناء في مسابقة، هناك قواعد صارمة حول الإيقاع. عند الانتهاء من الغناء يجب أن تنتهي بإيقاع مثالي قريب من مفتاح المنزل حتى تكون نهاية الأغنية واضحة. في ويلز خلال القرنين الرابع عشر والخامس عشر والسادس عشر، ازدهر فنان جنبًا إلى جنب: سيرد دافود (حرفة اللسان والحرفة الشعرية) وسيرد دانت (حرفة الموسيقى الوترية). كان الشعراء والموسيقيون جزءًا من نظام بارديك شامل. كتب الشعراء قصائدًا ذات طبيعة عرضية، مدحًا مآثر وفضائل رعاتهم: النبلاء الويلزيين ورجال الدين رفيعي المستوى. كما قدموا المرثيات، والشعر التعبدي، وخلدوا ذكرى الأعمال السخية لرعاتهم، وسخروا من بعض الناس في أبيات قد تكون شديدة اللعنات. تم تعلم فن الشعر شفويا، أي تم تعلم الأمثلة عن ظهر قلب وتم إعطاء التدريبات كتعليمات منطوقة. كان جزء من حرفة الشاعر أو الموسيقي هو القدرة على تذكر الأعمال المهمة للأجيال السابقة. لابد أن أحد العوامل الدافعة للرعاية النشطة والسخية للشعراء كان احتمالية بقاء اسم المرء وأفعاله إلى الأبد.
في الترتيب الاجتماعي التنازلي جاء: الشاعر، هاربر، عازف الكروث والمغني المتخصص في الشعر الباردي داتجينياد. كانت حِرَف الشعر وموسيقى الآلات مترابطة، وربما تطلب أداء قصيدة جديدة، في أبهى صورها، خدمات عازف الداتجينياد و / أو عازف القيثارة؛ لا شك أن الشاعر أشرف عليه. بين بداية القرن الرابع عشر ونهاية القرن السادس عشر، وصلت الأشكال الشعرية الويلزية إلى درجة عالية من التفصيل.

## الشعبية
لا يزال سيرد دانت جزءًا مهمًا من الثقافة الويلزية ويستمر حتى يومنا هذا. إنه عنصر رئيسي في استدفود الوطني ويقام مهرجان سنوي للاحتفال بسرد دانت كل عام.